# Emil Alexandru Negruțiu
Emil Alexandru Negruțiu (n. 14 august 1911, Petrisat, județul interbelic Alba – d. 14 mai 1988, Cluj-Napoca) a fost un inginer agronom român, profesor universitar, cercetător în domeniul zootehniei și geneticii animale, rector al Institutului Agronomic "Dr. Petru Groza" Cluj timp de aproape două decenii, membru corespondent al Academiei Române din 1975 și membru al Academiei de Științe Agricole și Silvice.

## Biografie

### Copilărie și educație
Emil Alexandru Negruțiu s-a născut la 14 august 1911, în localitatea Petrisat, județul Alba, într-o familie modestă. A urmat școala primară în localitatea natală, iar studiile liceale le-a efectuat la Blaj, unde a absolvit cu rezultate meritorii în anul 1928.
La vârsta de 17 ani s-a înscris la Academia de Înalte Studii Agronomice din Cluj, o instituție cu tradiție îndelungată care se afla într-o perioadă de dezvoltare în serviciul românilor din Transilvania. A absolvit studiile de agronomie în anul 1932, devenind inginer agronom.

### Carieră profesională
După absolvire, Emil Negruțiu a intrat imediat în activitatea agronomică, activând inițial la Școala Agricolă din Ciacova, Banat. Între 1942-1945 a fost șeful Stațiunii Experimentale Agricole Cenad, județul Arad, o unitate a societății "Sămânța" specializată în ameliorarea plantelor.
Cariera sa universitară a început în perioada 1943-1948, când a fost conferențiar la disciplina de Zootehnie la Facultatea de Agronomie din Timișoara. În 1945 s-a transferat la Cluj, unde a lucrat inițial la catedra de mecanizare a agriculturii, ocupând funcția de șef de lucrări până în 1954.
Un moment decisiv în cariera sa a fost toamna anului 1956, când a obținut prin concurs disciplina de "Zootehnie generală" și a fost numit rector al Institutului Agronomic din Cluj, care la acea vreme avea doar o singură facultate (Agricultură și Zootehnie, secția Agricultură). Concomitent a devenit și șef de catedră, funcții pe care le-a îndeplinit timp de aproximativ 20 de ani (1956-1975), transformând radical instituția și ridicând-o la standarde europene.

A fost primul director al Stațiunii Experimentale Agricole Turda, instituție pe care Institutul Agronomic din Cluj a luat-o sub patronaj în timpul mandatului său de rector.
În semn de recunoaștere a contribuțiilor sale, Grupul Școlar Agricol Turda a primit numele de "Colegiul Emil Negruțiu".

### Familie
Din documentele disponibile nu se cunosc detalii despre familia lui Emil Negruțiu.

## Activitate științifică
Emil Negruțiu a fost recunoscut prin abordarea sa pragmatică a științei agronomice, punând accent pe aplicabilitatea practică a cercetărilor. Spre deosebire de predecesorii săi care studiau multiple specii de animale, el s-a concentrat în principal pe taurine pentru zona Transilvaniei și parțial pe păsări.
Activitatea sa științifică poate fi grupată în mai multe direcții principale:
Genetică și ameliorare a taurinelor
A realizat studii fundamentale privind efectul selecției familiale în populații heterogene de taurine, în special la rasa Bălțată Românească din zonele Cluj, Satu-Mare și Bistrița. A demonstrat că efectul selecției prin intermediul turmelor este pozitiv, dar redus, ceea ce a permis localizarea mai precisă a zonelor pentru alegerea materialului de prăsilă.
A studiat corelațiile fenotipice și genetice între diversele caracteristici la rasa Bălțată Românească din Transilvania, stabilind că:
- Testarea reproducătorilor doar pentru producția cantitativă de lapte nu este suficientă pentru obiectivele reale de ameliorare
- Valoarea de ameliorare a reproducătorilor prezintă diferențe semnificative
- Corelațiile fenotipice între producția de lapte, greutate și dimensiunile corporale au valori scăzute
- Selecția pentru producția de lapte și greutatea vie se poate face concomitent
- Ameliorarea formatului corporal și a greutății vii se poate realiza eficient prin selecția indirectă, vizând perimetrul toracic, lărgimea și lungimea corpului[4]

În 1970 a publicat o lucrare de sinteză excepțională, "Cercetări de genetică cantitativă la rasele Bălțată Românească și Brună de Maramureș din Transilvania", care a reprezentat un eveniment major pentru literatura științifică de specialitate.
Aclimatizarea raselor străine de taurine
A studiat aclimatizarea rasei Jersey și a descendenților acesteia în condițiile climatice din România, demonstrând că aceștia nu au fost afectați negativ de climat, cel puțin în prima generație. Observațiile sale asupra materialului taurin din rasa Jersey la GAS Prejmer au evidențiat valoarea biologică ridicată a acestuia, caracterizată prin consum redus de nutrețuri în raport cu greutatea corporală, producția de lapte și procentul de grăsime.
A extins cercetările și asupra rasei Roșie Daneză, crescută în Transilvania, studiind conformația, indicii de creștere, consumul de nutrețuri și producția de lapte, demonstrând avantajele acesteia față de rasele tradiționale din România.
Nutriția animalelor
A efectuat studii ample privind alimentația taurinelor, analizând influența structurii rațiilor asupra producției și productivității vacilor de lapte. Cercetările sale au demonstrat că:
- Rațiile cu predominanță proporțională de furaje verzi și procent minim de nutrețuri concentrate, asigurând unitățile nutritive necesare, permit obținerea producției de lapte la cel mai scăzut preț de cost
- Porumbul însilozat și sfecla furajeră, în proporție de până la 70% din unitățile nutritive necesare, cresc valoarea dietetică a hranei și gradul de asimilare a celorlalte componente
- Sfecla furajeră, ca unic suculent, are o eficiență mai ridicată comparativ cu porumbul însilozat
- Sfecla de zahăr în hrana vacilor reduce digestibilitatea tuturor substanțelor nutritive din rație, cu excepția extractivelor neazotate[7]

Cercetări în domeniul aviculturii
S-a preocupat de studiul hranei în creșterea păsărilor, investigând utilizarea unor produse mai puțin obișnuite dar eficiente în rații, cum ar fi deșeurile de piele, polenul de porumb și diverse tipuri de nutrețuri combinate. Cercetările sale au demonstrat că:
- Polenul de porumb în proporție de 15% în rația puilor de găină, alături de vitamina A și deșeuri, poate substitui 20% din proteina necesară din făina de carne și laptele praf
- Făina din deșeuri de piele, în proporție de 25% din proteinele animale din rație, prezintă eficiență foarte bună în alimentația puilor până la vârsta de 30 de zile
- Făina din deșeurile de piele preparate prin hidroliză alcalină până la stadiul de peptide și dipeptide are un grad ridicat de digestibilitate[8]

## Lucrări
Emil Negruțiu a publicat numeroase tratate, manuale și lucrări științifice care au reprezentat contribuții fundamentale la dezvoltarea literaturii de specialitate din România:
Tratate și manuale universitare
- Noțiuni și procedee de calcul în variabilitatea, ereditatea și selecția animalelor (în colaborare cu Adrian Petre), uz intern, 288 pagini, 1966 - un manual practic excepțional pentru studenți, prezentând noțiuni de bază și exemple de calcul în genetica animală
- Lucrări practice la genetica și ameliorarea ovinelor, partea I (Zootehnie generală), în colaborare cu N. Farcaș, 150 pagini, 1968 - un îndrumător detaliat pentru abordarea și contenționarea animalelor, marcarea, determinarea vârstei, examinarea exteriorului, aprecierea producției și elementele de citogenetică
- Genetica și ameliorarea animalelor (în colaborare cu A. Petre și N. Pipernea), Editura Didactică și Pedagogică, 880 pagini, 1969 - primul tratat modern și comprehensiv de genetică și ameliorare a animalelor din România, bazat pe 119 titluri bibliografice reprezentând literatura mondială de specialitate
- Ameliorarea animalelor domestice (în colaborare cu Adrian Petre), 1975 - o lucrare exhaustivă adresată studenților, cercetătorilor și specialiștilor din domeniu
- Genetica animală (în colaborare cu Adrian Petre), 325 pagini, 1975 - o lucrare originală care sintetizează cunoștințe din genetica animală, cu accent pe genetica caracterelor cantitative

Lucrări științifice reprezentative
- Observații asupra tineretului taurin din rasa Jersey de la IAS Prejmer, Lucrări științifice, Institutul Agronomic "Dr. P. Groza", Cluj, Editura Agrosilvică, București, 1964
- Valorificarea unor amestecuri de nutrețuri în hrana puilor de găină în funcție de modul de întreținere și de administrare a hranei, Lucrări științifice, volumul 13, Institutul Agricol Dr. P. Groza, Editura Agrosilvică, București, 1964
- Observații asupra capacității de valorificare a unor tipuri de nutrețuri combinate de către puii de găină și bobocii de rață, metiși, Lucrări științifice, Seria Agricultura, volumul 21, Cluj, 1965
- Contribuții la cunoașterea materialului taurin din expoziția zootehnică în regiunea Clujului 1963, Lucrări științifice, Seria Medicină Veterinară și zootehnie, Cluj, 1966
- Contribuții la cunoașterea productivității găinilor de rasă Rhode-Island, Revista Agricultura, an. 1, nr. 4-5-6, Cluj, 1966
- Cercetări asupra alimentării rasei Jersey din IAS Prejmer regiunea Brașov, Lucrări științifice, Seria Medicină Veterinară și zootehnie, Cluj, 1968
- Eficiența suculentelor de iarnă în hrana vacilor de lapte, Lucrări științifice, Seria Medicină Veterinară și zootehnie, Cluj, 1968
- Polenul de porumb substituent al proteinelor de origine animală în hrana puilor de găină, Lucrări științifice, Seria Medicină Veterinară și zootehnie, nr. 13, Cluj, 1968
- Caracteristicile morfologice și heritabilitatea principalelor dimensiuni ale ugerului la populația de taurine din rețeaua centrelor de selecție Mediaș, Codlea și Sf. Gheorghe, Lucrări științifice, Seria Medicină Veterinară și zootehnie, Cluj, 1969
- Corelații fenotipice și genotipice între producția de lapte și greutatea corporală la populația de taurine, Bălțată Românească din zona centrelor de selecție Cluj și Bistrița, Lucrări științifice, Seria Medicină Veterinară și zootehnie, nr. 25, Cluj, 1969
- Cercetări de genetică cantitativă la rasele, Bălțată Românească, și Brună de Maramureș din Transilvania (cu A. Petre), Centrul de informare și documentare pentru agricultură și silvicultură, București, 1970
- Valoarea genetică de ameliorare a unor reproducători din rasa Bălțată Românească din Transilvania, Lucrări științifice, Seria Zootehnie, nr. 26, Cluj, 1970
- Corelații fenotipice și genetice la un grup din populația de taurine Bălțată Românească din Transilvania, Lucrări științifice, seria Zootehnie, nr. 26, Cluj, 1970
- Heritabilitatea principalelor însușiri morfo-productive la populația de taurine Bălțată Românească din Transilvania, Lucrări științifice, Seria Zootehnie, Cluj, 1970

## Activitate managerială
Emil Negruțiu a fost o personalitate marcantă în managementul învățământului superior agronomic, servind ca rector al Institutului Agronomic "Dr. Petru Groza" din Cluj timp de aproape 20 de ani (1956-1975). În această perioadă, a transformat radical instituția, ridicând-o la standarde europene.
Sub conducerea sa, institutul a cunoscut o dezvoltare spectaculoasă:
- Modernizarea bazei tehnice prin achiziționarea de tractoare noi și amplificarea activității fermei didactice
- Patronarea noii Stațiuni de Cercetări pentru Cultura Porumbului de la Turda
- Construirea, între 1960-1970, a unor clădiri moderne pentru noile facultăți: Zootehnie, Medicină Veterinară și Horticultură
- Dezvoltarea bazei materiale a laboratoarelor prin dotări moderne
- Extinderea de la o singură facultate (Agricultură) la un institut complex cu multiple specializări

Prin realizările sale manageriale, Emil Negruțiu se situează, după Petre Aurelian, printre cei mai longevivi conducători de instituții de învățământ agricol din România, având un impact major asupra dezvoltării învățământului agronomic superior.

## Premii și recunoaștere
Emil Negruțiu a primit numeroase distincții și recunoașteri pentru activitatea sa științifică și managerială:
- Titlul de "Profesor emerit" al Republicii Populare Române (1964) "pentru activitate deosebită în domeniul cercetării științifice și contribuție la dezvoltarea învățământului superior"[9]
- Membru corespondent al Academiei Române (1975)
- Membru al Academiei de Științe Agricole și Silvice
- Grupul Școlar Agricol Turda a primit numele de "Colegiul Emil Negruțiu" în onoarea sa

## Recunoaștere internațională
Din documentele disponibile nu există informații specifice despre recunoașterea internațională a activității lui Emil Negruțiu.

## Contribuții suplimentare
Emil Negruțiu a fost apreciat ca un om de o probitate profesională și morală impresionantă, sobru și dedicat în totalitate profesiei și instituției pe care a condus-o. Era unul dintre cei mai respectați profesori, având o mare influență asupra studenților săi.
Deși aparent avea un fizic viguros, sănătatea sa nu a fost pe măsură, încetând din viață la vârsta de 77 de ani, când experiența sa ar fi putut fi încă de mare folos pentru dezvoltarea zootehniei și organizarea învățământului agronomic.
A creat la Cluj o adevărată "Școală de zootehnie", formând numeroși specialiști care au continuat și dezvoltat direcțiile sale de cercetare. Printre colaboratorii săi de marcă se numără: P. Mecea, St. Pop, A. Petre, Aug. Pop, V. Slătinaru, O. Popa, N. Farcaș, I. Toma, Gh. Bălteanu și I. Suciu.
Emil Negruțiu rămâne în istoria zootehniei românești ca un mare organizator de școală agronomică superioară, un pasionat cercetător în domeniul taurinelor și un dascăl de certă probitate profesională și morală, lăsând moștenire un institut modern de învățământ superior agronomic.